# 林森特 (伊利諾伊州)
林森特（英語：Lynn Center）是位於美國伊利諾伊州亨利縣的一個非建制地區。該地的面積和人口皆未知。

## 地理
林森特的座標為41°17′45″N 90°21′28″W / 41.29583°N 90.35778°W，而該地的平均海拔高度為231米（即758英尺）。